# Tetraloniella yanega
Tetraloniella yanega är en biart som beskrevs av Laberge 2001. Tetraloniella yanega ingår i släktet Tetraloniella och familjen långtungebin. Inga underarter finns listade i Catalogue of Life.